# John Sherman (Leichtathlet)
John Sherman (* 4. Oktober 2004) ist ein liberianisch-US-amerikanischer Leichtathlet, der sich auf den Sprint spezialisiert hat.

## Sportliche Laufbahn
John Sherman wuchs in La Vergne, Tennessee, in den Vereinigten Staaten auf und absolviert seit 2023 ein Studium an der Middle Tennessee State University. Erste internationale Erfahrungen sammelte er im Jahr 2024, als er bei den Afrikaspielen in Accra mit der liberianischen 4-mal-100-Meter-Staffel in 38,73 s gemeinsam mit Emmanuel Matadi, Jabez Reeves und Joseph Fahnbulleh die Bronzemedaille hinter den Teams aus Nigeria und Ghana gewann. Im Juni schied er bei den Afrikameisterschaften in Douala mit 10,71 s in der ersten Runde im 100-Meter-Lauf aus und verpasste mit der Staffel mit 40,00 s den Finaleinzug. Anschließend schied er auch bei den Olympischen Sommerspielen in Paris mit der Staffel mit 38,97 s im Vorlauf aus.

## Persönliche Bestleistungen
- 100 Meter: 10,59 s (−1,2 m/s), 13. April 2024 in Azusa
  - 60 Meter (Halle): 6,83 s, 9. Februar 2024 in Lynchburg
- 200 Meter: 21,44 s (+1,8 m/s), 11. Mai 2024 in El Paso